# Авагимов, Завен Андреевич
Авагимов Завен Андреевич (род. 18 марта 1910, Баку, Азербайджан) — советский и азербайджанский художник. Заслуженный деятель искусств Азербайджанской ССР (1960). Член Союза художников СССР.
В 1929-32гг. учился в Азербайджанском художественном училище. Участник выставок с 1932 г.
Писал портреты, в частности участников Второй мировой войны, и жанровые картины.

## Основные работы
- «Открытие Самур-Дивичинского канала» (1937 г.);
- «Бой Александра Македонского с абиссинским вождём» (1945 г.);
- «Высадка десанта» (1946 г., Азербайджанский музей искусств);
- «Баку социалистический» (1951 г., Азербайджанский музей искусств),
- «Берёзки» (1955 г.),
- «Песня ашуга» (1958 г.).